# Ariettes oubliées...
Ariettes oubliées... è il secondo album in studio del gruppo musicale Les Discrets, pubblicato nel 2012 dalla Prophecy Productions.

## Tracce
1. Linceul d'hiver – 2:50
2. La traversée – 8:23
3. Le mouvement perpétuel – 6:55
4. Ariettes oubliées... I: Je devine à travers un murmure... (testo di Paul Verlaine) – 5:31
5. La nuit muette (musiche di Neb Xort, Anorexia Nervosa) – 5:49
6. Au creux de l'hiver – 4:36
7. Après l'ombre – 4:33
8. Les regrets – 4:09

## Formazione
- Fursy Teyssier - voce, chitarra, basso
- Audrey Hadorn - voce aggiuntiva
- Winterhalter - batteria